# Rudy Carlier
Rudy Carlier (Saint-Quentin, Francia, 19 de enero de 1986), futbolista francés. Juega en el FC Rouen como delantero. 

## Clubes
| Club             | País    | Año       |
| ---------------- | ------- | --------- |
| AS Cannes        | Francia | 2001-2003 |
| RC Strasburgo    | Francia | 2003-2006 |
| FC Gueugnon      | Francia | 2006      |
| Clermont Foot    | Francia | 2007-2008 |
| Racing de Ferrol | España  | 2008      |
| RC Strasburgo    | Francia | 2008-2009 |
| SD Eibar         | España  | 2009      |
| Racing de Ferrol | España  | 2009-2010 |
| US Créteil       | Francia | 2010-2012 |
| FC Rouen         | Francia | 2012-201? |

## Palmarés

### Campeonatos nacionales
| Título                     | Club          | País    | Año  |
| -------------------------- | ------------- | ------- | ---- |
| Copa de la Liga de Francia | RC Strasburgo | Francia | 2005 |
| Championnat National       | Clermont Foot | Francia | 2007 |

- Datos: Q3446786